# Семинол (округ, Флорида)
Се́минол (англ. Seminole county) — округ штата Флорида Соединённых Штатов Америки. На 2000 год в нем проживало 365 196 человек. По оценке бюро переписи населения США в 2008 году население округа составляло 410 854 человек. Окружным центром является город Санфорд.

## История
Округ Семинол был сформирован в 1913 году из северных районов округа Ориндж. Он был назван в честь индейского племени семинолы.